# Прыжок (фильм, 1985)
«Прыжок» — советский цветной широкоформатный и широкоэкранный художественный фильм, снятый режиссёром Николаем Малецким по сценарию Юрия Визбора на Киевской киностудии им. А. П. Довженко в 1985 году.
Премьера фильма состоялась 3 марта 1986 года. Прокат — 4,7 млн зрителей.

## Сюжет
На полярной метеостанции заболевшему ребёнку нужна срочная операция, но ни самолёт, ни вертолёт не могут доставить хирурга. Сергей Кустовский, не имеющий парашютной подготовки, принимает решение совершить прыжок с парашютом, чтобы спасти жизнь мальчику и доказать себе и своей жене свою силу и решимость.

## В ролях
- Родион Нахапетов — Кустовский
- Сергей Никоненко — Климашев
- Александра Турган — Люба Кустова
- Геннадий Крынкин — Малец
- Владимир Самойлов — Маркелов
- Михаил Езепов — Балахин
- Ростислав Янковский — Демин
- Аристарх Ливанов — Олег
- Альберт Печников — лётчик
- Нина Реус — Марина
- Дмитрий Матвеев — Барков
- Аркадий Пучков — Колюшев
- Светлана Немоляева — Елена Щукович
- Александр Лазарев — Дмитрий
- Геннадий Болотов — начальник зимовки
- Анатолий Ведёнкин — танкист
- Николай Гринько — Дорожников
- Сергей Иванов — Коля
- Виктор Ильичёв — Бурышкин
- Игорь Класс — Дон Кихот
- Юрий Кузьменков — Евтифьев
- Александр Назаров — Санчо
- Валентин Смирнитский — Миша
- Владимир Ставицкий — радист
- Александр Харитонов — лётчик
- Вадим Яковлев — Знаевский
- Елена Облеухова — Сонюшка
- Александр Даруга — Зайцев

## Съёмочная группа
- Режиссёр: Николай Малецкий
- Сценарист: Юрий Визбор
- Оператор: Игорь Беляков
- Художники: Лариса Жилко, Виталий Лазарев
- Звукорежиссёр: Богдан Михневич
- Композитор: Вадим Храпачёв

## Награды
- Приз ЦК ВЛКСМ и диплом фестиваля творческому коллективу картины
- Приз Госкино УССР и диплом Игорю Белякову на кинофестивале в Жданове (1986)[2]